# Нефридии
Нефри́дии (уменьшительное от др.-греч. νεφρός — «почка») — органы выделения у беспозвоночных, в т.ч. ланцетников, выполняющие функции осморегуляции, извлечения и удаления из организма вредных продуктов обмена веществ. Иногда могут служить и для выведения половых продуктов.
Нефридии разделяют на два типа: протонефридии и метанефридии. Первые более примитивные и характерны для плоских червей, коловраток, брюхоресничных, немертин и некоторых видов многощетинковых червей. 

## Протонефридии
Протонефридии имеют вид разветвленных трубочек (нефридиальных канальцев), которые замкнуты на внутренних концах терминальными клетками (соленоцитами) и открывающихся наружу выделительными порами (нефропорами). Утрачивая соленоциты и сообщаясь со вторичной полостью тела, они превращаются в метанефридии, встречающиеся главным образом у кольчатых червей. У некоторых кольчатых червей нефридии срастаются с мезодермальными ресничными половыми воронками — целомодуктами, образуя органы смешанного происхождения — так называемые нефромиксии. Число нефридий у одной особи варьируется от одной до нескольких сотен.

## Метанефридии
Метанефридии — тип нефридиев, наблюдающийся у многих типов беспозвоночных, таких как кольчатые черви, членистоногие и моллюски. Метанефридий обычно состоит из реснитчатой воронки, открывающейся в полость тела (целом) и связанной с каналом, который может быть снабжённым железами, складчатым или расширенным (пузырчатым) и который обычно открывается во внешнюю среду. Эта система выводит из организма воду, несущую избыточные ионы, продукты обмена веществ, токсины из пищи и ненужные гормоны. Эти отходы проходят через воронкообразные протоки — нефростомы, длинный канал и выводятся наружу через нефридиопоры. Первичная моча, образованная фильтрацией крови (или другой жидкости с аналогичной функцией) превращается во вторичную мочу путём селективной реабсорбции в клетках, выстилающих метанефридии.
У многих червей нефридиальные протоки открываются в желудочно-кишечный тракт — состояние, известное как энтеронефрийное.